# Женитьба Бальзаминова (пьеса)
«Жени́тьба Бальзами́нова» (другое название — «За чем пойдёшь, то и найдёшь») — пьеса русского драматурга Александра Николаевича Островского. Эта пьеса замыкает трилогию о молодом чиновнике Бальзаминове, в которую также входят пьесы «Праздничный сон — до обеда» и «Свои собаки грызутся, чужая не приставай».

## История
Написана в 1861 году. Впервые пьеса была опубликована в том же году в сентябрьском номере журнала Фёдора Достоевского «Время». Отсылая своё новое произведение в Петербург Достоевскому для напечатания, драматург писал:

Милостивый государь, Федор Михайлович. Посылаю Вам пьеску, которую обещал для Вашего журнала. Нездоровье помешало моей работе, и я кончил её позже, чем желал бы. Когда прочтете эту вещь, сообщите мне в нескольких строках Ваше мнение о ней, которым я очень дорожу. Вы судите об изящных произведениях на основании вкуса: по-моему, это единственная мерка в искусстве. Вы меня крайне обяжете, если выскажете своё мнение совершенно искренно и бесцеремонно.

Достоевский ответил 24 августа 1861 года:

Вашего несравненного «Бальзаминова» я имел удовольствие получить третьего дня… Что сказать Вам о Ваших «сценах»? Вы требуете моего мнения совершенно искреннего и бесцеремонного. Одно могу отвечать: прелесть. Уголок Москвы, на который Вы взглянули, передан так типично, что будто сам сидел и разговаривал с Белотеловой. Вообще, эта Белотелова, девица, сваха, маменька и, наконец, сам герой, — это до того живо и действительно, до того целая картина, что теперь, кажется, у меня она вовек не потускнеет в уме… из всех Ваших свах Красавина должна занять первое место. Я её видал тысячу раз, я с ней был знаком, она ходила к нам в дом, когда я жил в Москве лет десяти от роду; я её помню.

## Действующие лица
- Павла Петровна Бальзаминова, вдова.
- Михайло Дмитрич Бальзаминов, сын её.
- Акулина Гавриловна Красавина, сваха.
- Матрёна, кухарка.
- Лукьян Лукьяныч Чебаков, офицер в отставке. Очень приличный господин средних лет, с усами, лысоват, сюртук застёгнут на все пуговицы. Выражение лица насмешливо.
- Домна Евстигневна Белотелова, вдова лет тридцати шести, очень полная женщина, приятного лица, говорит лениво, с расстановкой.
- Анфиса Панфиловна и Раиса Панфиловна Пежёновы, девицы лет под тридцать, ни хороши ни дурны, ни худы ни толсты; одеты в простых ситцевых блузах, но в огромной величины кринолинах.
- Химка (Афимка), горничная девочка Пежёновых.

## Сюжет
Герой пьесы, небогатый молодой чиновник Михайло Бальзаминов, обладает удивительно романтичным характером, он добр и мечтателен, по-детски наивен, простодушен — и воспринимается окружающими как дурачок. Но ему как-то надо выживать в этом мире, в том простом мещанском быту, в котором он оказался. Потому Бальзаминов очень хочет жениться на богатой невесте, но совершенно теряется в догадках, как это сделать. На помощь к нему пытается прийти сваха, а сам Бальзаминов полон благодушных мечтаний. 
Крылатым выражением стала его фраза:

Если б я был царь, я бы издал такой закон, чтоб богатый женился на бедной, а бедный — на богатой; а кто не послушается, тому смертная казнь.
— За чем пойдёшь, то и найдёшь. Женитьба Бальзаминова, картина 1, явление 4.
Бальзаминов ухаживает за перезрелой девицей Раисой Пежёновой, которая отвечает ему взаимностью только из-за того, чтобы как-то разбавить свою тоскливую жизнь в доме, где её держат взаперти братья. Отставной офицер Чебаков, влюблённый в старшую сестру Раисы Анфису, решает выкрасть её из дома и предлагает Бальзаминову посодействовать ему, на что тот соглашается.
Однажды Бальзаминов знакомится с соседкой Пежёновых — очень богатой, но скучающей купчихой Домной Белотеловой. Под напором свахи он признаётся ей в любви. Вечером того же дня он собирается вместе с Чебаковым выкрасть Анфису, а заодно и свою возлюбленную Раису. «Похищение невесты», однако, кончается неудачно: офицер увозит Анфису, а плачущая Раиса, поняв, что Бальзаминов ничего ей не сможет дать, прогоняет его. Герой в расстроенном состоянии возвращается домой, но вскоре к нему приходит весёлая сваха: Белотелова согласна выйти за него замуж. 
Пьеса заканчивается тем, что сваха, Бальзаминов и его маменька готовятся сплясать в честь будущей свадьбы.

## Адаптации

### Постановки

#### История
Театральная судьба пьесы сложилась неудачно с самого начала. Литературно-театральный комитет поставил гриф: «Не одобряется к представлению».
«…Моя вещь не пропущена, а бездна вещей, совершенно никуда не годных, пропускается комитетом. … Из всего этого при самом беспристрастном взгляде можно вывести только одно заключение, и именно явное недоброжелательство ко мне комитета», — ответил на это известие автор, обращаясь к заведующему репертуарной частью петербургских императорских театров П. С. Федорову.
Однако удалось подключить прессу, в результате чего инцидент получил общественную огласку. Газета «Русский мир», журнал «Гудок» активно выступили в защиту драматурга. Революционный демократ В. С. Курочкин опубликовал (под псевдонимом Пр. Знаменский) в журнале «Искра» (1861, № 44) статью, в которой с негодованием писал, что «последние сцены Островского „За чем пойдёшь, то и найдёшь“, напечатанные в журнале „Время“ и понравившиеся всей грамотной публике, признаны никуда не годными некоторыми ценителями искусства, аматёрами. Что это за люди, откуда они вышли и куда идут? Ничего этого мы не знаем, но уверены вместе с читателями, что мнения каких-нибудь Митрофанов Ивановичей, Назаров Назаровичей, Павлов Степановичей, Андреев Александровичей, Александров Гавриловичей, Петров Ильичей, Ивановичей, Андреичей и всяких других ничтожно перед общим мнением людей, понимающих искусство». Здесь поименованы реальные лица, члены Литературно-театрального комитета: А. Г. Ротчев, А. А. Краевский, П. С. Фёдоров и др.. 17 ноября 1862 года Литературно-театральный комитет допустил пьесу к представлению, с оговоркой, что автор будет сам отвечать за своё произведение.
1 января 1863 года петербургский Александринский театр показал премьеру под названием «За чем пойдёшь, то и найдёшь». Исполнители: Бальзаминов — П. В. Васильев, Бальзаминова — Ю. Н. Линская, Красавина — Воронова, Чебаков — П. С. Степанов, Белотелова — Е. Н. Васильева 2-я, Раиса — А. П. Натарова, Матрёна — Рамазанова.
Через две недели, 14 января 1863 года, спектакль был показан в Москве на сцене Малого театра. Исполнители: Бальзаминов — А. А. Рассказов, Бальзаминова — Н. В. Рыкалова, Красавина — С. П. Акимова, Чебаков — В. А. Дмитревский, Белотелова — А. И. Колпакова, Анфиса — В. В. Бороздина, Раиса — А. И. Колосова, Матрёна — X. И. Таланова.
Пьеса неоднократно ставилась в театрах различных городов России.
Произведение А. Н. Островского продолжает оставаться популярным в XX и XXI столетиях.
Музыкальная комедия А. Кулыгина по мотивам пьесы А. Островского поставлена режиссёром Геннадием Чихачёвым в Московском государственном музыкальном театре.
В 2001 году пьеса поставлена в Новосибирском театре музыкальной комедии.
В 2010 году пьеса поставлена в Димитровградском драматическом театре им. А. Н. Островского.
В 2013 году пьеса повторно поставлена в Новосибирском театре музыкальной комедии; режиссёр Михаил Заец. Премьера состоялась 01.03.2013.
В 2015 году пьеса поставлена в Камерном театре города Чебоксары режиссёром Игорем Милосердовым.
В 2016 году пьеса поставлена в Серпуховском музыкально-драматическим театром; режиссёр Ольга Дунаева. Премьера состоялась 01.10.2016.
В 2020 году спектакль «Игра разума» по мотивам пьесы А. Н. Островского поставлен на сцене Дома музея Владимира Высоцкого в Москве. 
Режиссёр-постановщик Иванов, Евгений Иванович.
В ролях: Михаил Бальзаминов - Михаил Денисович Ушаков, отец Бальзаминова - Павел Ахальцев, Акулина Гавриловна - Василиса Александровна Макарова, Капитолина Ничкина - Полина Игоревна Суворова, Домна Белотелова - Дмитрий Николаевич Расторгуев, Разум - Андрей Валерьевич Маслов
Премьера 13.12.2020.
В 2020 году композитор Владимир Баскин и драматург Евгений Муравьёв написали мюзикл «Женитьба Бальзаминова», в который вошли все части трилогии А.Н.Островского. Поставлен в Волгоградском музыкальном театре (постановка - з.а. РФ - Александра Кутявина) (2020), в Магнитогорском драматическом театре (2020), учебный театра ЮУрГИИ им. П.И.Чайковского (постановка - лауреата международных и всероссийских конкурсов Марка Кравцева) (2023).

### Экранизации
- В 1964 году на киностудии «Мосфильм» режиссёром Константином Воиновым была поставлена экранизация пьесы — фильм «Женитьба Бальзаминова». В ролях: Бальзаминов — Георгий Вицин, Бальзаминова — Людмила Шагалова, Матрёна — Екатерина Савинова, Красавина — Лидия Смирнова, Белотелова — Нонна Мордюкова, Чебаков — Ролан Быков, Раиса — Надежда Румянцева, Анфиса — Инна Макарова, Химка — Татьяна Конюхова.

### В балете
- 1989 — «Женитьба Бальзаминова», фильм-балет режиссёра Александра Белинского на музыку Валерия Гаврилина, балетмейстер А. Тимуршин.
- 1990 — «Женитьба Бальзаминова», балет-водевиль на музыку Валерия Гаврилина, либретто, режиссура и хореография Вадима Бударина, оформление художника В. Фёдорова, Новосибирский театр оперы и балета (1992 — Чувашский театр оперы и балета).